# Povilas Jegorovas
Povilas Jegorovas (Jauniškiai, 1955. március 11. –) litván ügyvéd és eszperantista. A Litván Eszperantó Szövetség elnöke, a 2005-ös év eszperantistája.

## Életútja
P. Jegorovas jogot tanult a Vilniusi Egyetemen (1973–1978). Kitűnő eredménnyel védte meg az UEA Nemzetközi Jogi Státusz oklevelét.
1995-1999 között praktizált különböző kaunasi ügyvédi irodákban, 2008-tól pedig saját ügyvédi irodája van.
Tagja volt a Litván Ügyvédi Kamaranak (1978–1991), tagja volt annak tanácsának és elnökségének (1987–1995).

### Családja
Apja Kazys Kunigėlis (1910–1986), anyja Marija Jegorova (1916–1967), felesége Lilija Jegorovienė (1955) fogtechnikus, lánya Neringa Žukauskienė (1980) - ügyvéd, unokája Vasarė Žukauskaitė (2007).

### Eszperantó tevékenysége
P. Jegorovas 1970-ben tanult meg eszperantót.
A LitEA - Litván Eszperantó Szövetség elnöke (1993 óta, újraválasztva 1998-ban, 2003-ban, 2008-ban és2013-ban), az UEA A bizottságának tagja (1989-től), az UEA litvániai vezető delegáltja (1993-tól).), a Zamenhof Társaság tagja (1994-től UEA, Hollandia), az UEA tagja (1978-tól).

#### Művei
- Esu Esperanto eilinis ("Mi estas soldato de Esperanto", kun Aloyzas Urbonas, 2003).
- Por la homo (traduko el la litova Neliksi vienišas de Aloyzas Urbonas kaj Kęstutis Trečiakauskas, 1988).

## Elismerései
- Honoratesto de Litova Societo de Amikeco kaj Kulturaj Rilatoj kun Eksterlandoj (1987)
- Titolo Internacia Ambasadoro  fare de Internacia Societo de Amikeco kaj Bonvolo (Usono)[2] (1995)
- Honoratesto de Litovia ministrejo pri kulturo pro meritoj en popularigo de Litovio kaj ĝia kulturo (1999)
- Honoratestoj kaj Dankatestoj ricevitaj en 2005, lige kun la 50-jariĝo kaj bona organizado de Universala Kongreso en Vilnius
  - de Litovia parlamento (Seimas|Sejmo)
  - de Litovia Advokata Konsilio
  - de Ministerio pri Kulturo
  - de Ministerio pri Edukado kaj Scienco
  - de urbestro de Vilnius[3]
  - de urbestro de Kaunas
  - de Kaŭna regiona administracio
- Esperantisto de la Jaro (2005) fare de la gazeto La Ondo de Esperanto pro la bonega preparado kaj sukcesa realigo de la 90a Universala Kongreso de Esperanto kaj de la 4a Nitobe-Simpozio en Vilnius, pro la ekzemplodonaj rilatoj kun litoviaj aŭtoritatoj, intelektuloj kaj amaskomunikiloj, danke al kiuj Esperanto progresas en Litovio, pro la kunordigo de eldonado de gravaj libroj pri Esperanto en la litova lingvo
- Premio Spegulo[4] (2008) de internacia socikultura sendependa revuo en Esperanto Spegulo pro organizaj talentoj kaj kapablo arigi helpopretajn sponsorojn kaj laboremajn samideanojn ĉirkaŭ aranĝoj kun monda signifo (Universala Kongreso en Vilnius, 2005 kaj precipe  la unua  Tutmonda Kongreso de Ĵurnalistoj-Esperantistoj, 2008); ankaŭ pro aktiveco de Litova Esperanto-Asocio kaj eldonado de multnombraj libroj.
- Honorinsigno Santaka de la tria grado de urbo Kaunas (2014)
- Dankfolio de Litovia ministerio pri eksterlandaj aferoj (2016)
- Honorsigno de Litovia ministerio de kulturo Nešk savo šviesą ir tikėk (Portu Vian lumon kaj kredu[5] (2017).
- Parlamenta memormedalo de Gabrielė Petkevičaitė-Bitė „Tarnaukite Lietuvai“ (Servu al Litovio) por disvastigo de volontulisma kulturo en Litovio (2020).[6]

## Fordítás
- Ez a szócikk részben vagy egészben  a   Povilas Jegorovas című eszperantó Wikipédia-szócikk ezen változatának fordításán alapul.  Az eredeti cikk szerkesztőit annak laptörténete sorolja fel. Ez a jelzés csupán a megfogalmazás eredetét és a szerzői jogokat jelzi, nem szolgál a cikkben szereplő információk forrásmegjelöléseként.